# M1 (Metro Istanbul)

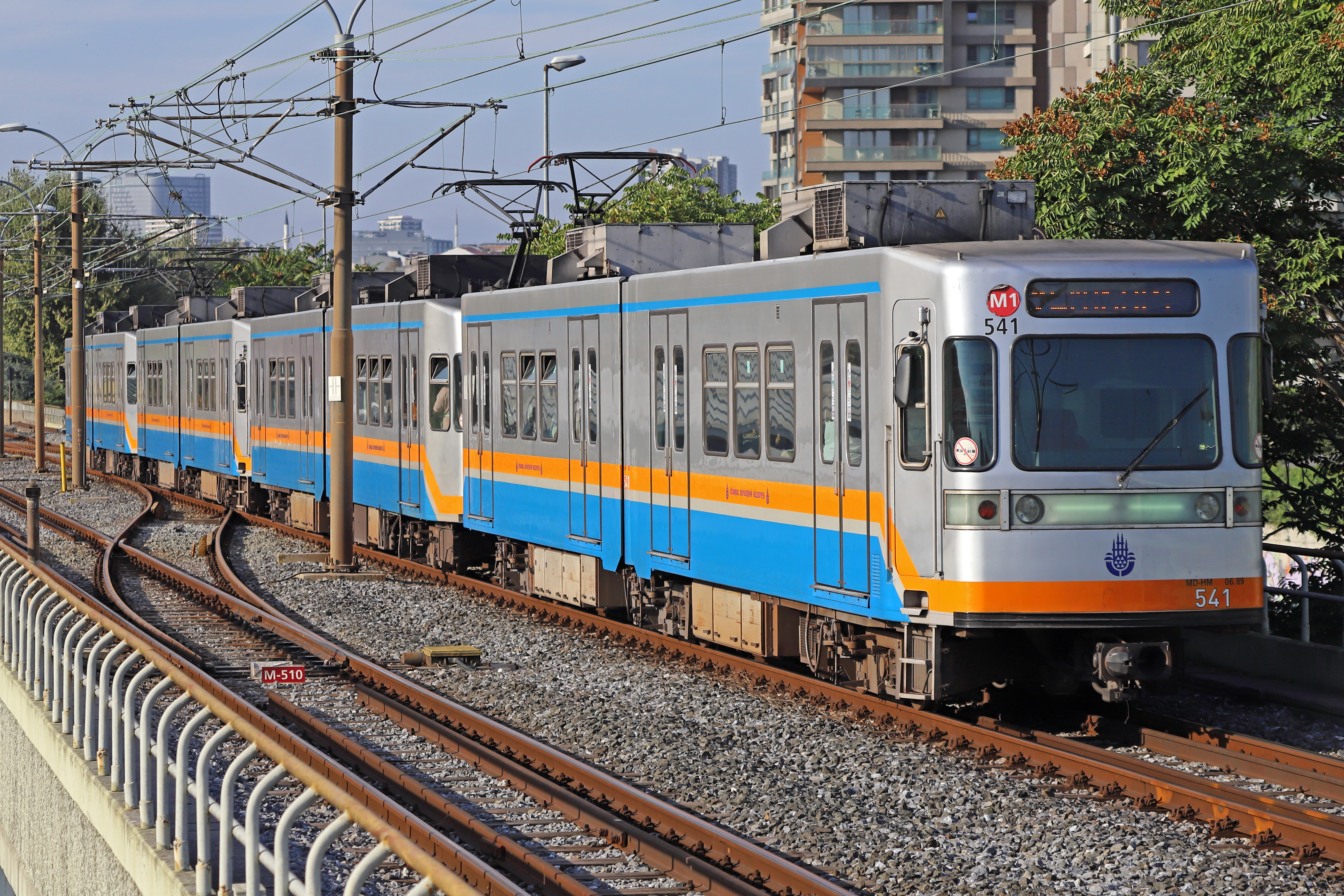
Zug der Linie M1

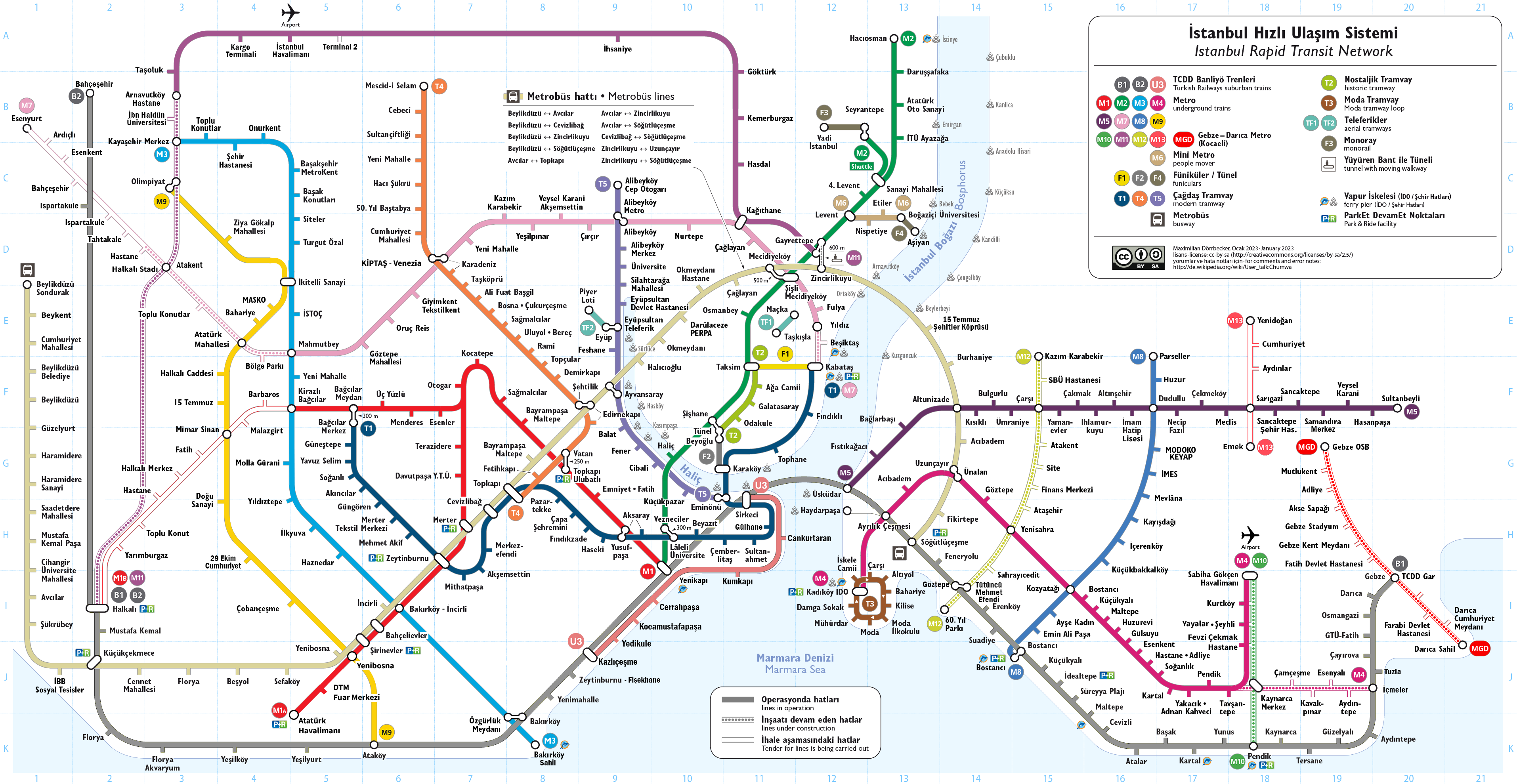
Einbettung der U-Bahn-Linie M1 (Rot) in das Istanbuler Verkehrsnetz

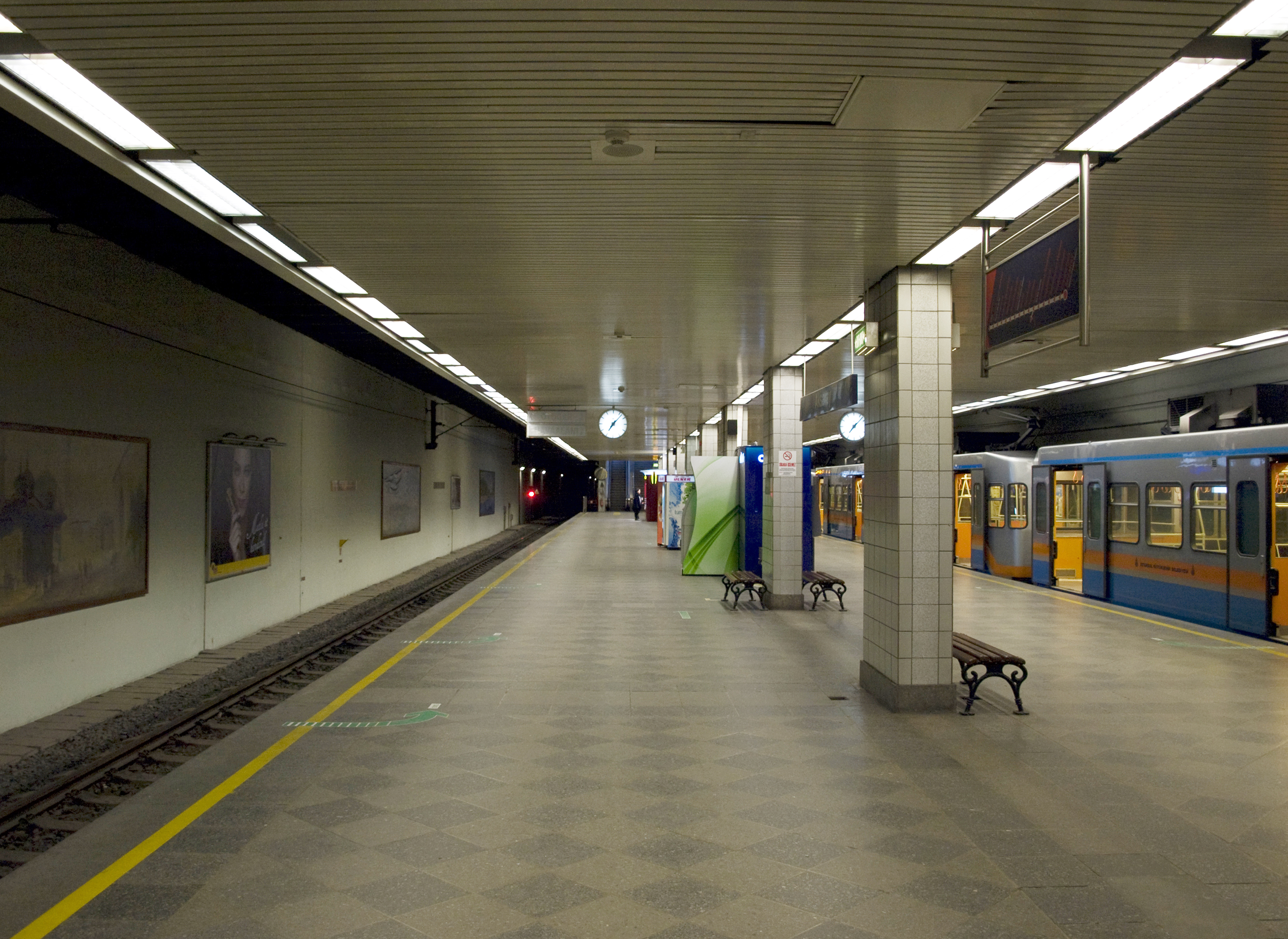
Bahnsteig der M1-Endstation in Aksaray

Die 23 Stationen zählende Linie M1 der Metro Istanbul wird von der Istanbuler Nahverkehrsgesellschaft İstanbul Ulaşım betrieben und bedient vom historischen Stadtkern Istanbuls ausgehend mehrere westlich gelegene Stadtteile.
Die heutige Linie M1ᴀ verbindet auf einer Länge von 20,3 km den Flughafen Istanbul-Atatürk mit dem Stadtteil Aksaray und dem S-Bahnhof und Fährumsteigehafen Yenikapı. Der Westabzweig M1ʙ hat eine zusätzliche Länge von 5,8 km und zählt fünf Stationen, vier davon liegen im Tunnel.

## Geschichte
Die wachsende Bevölkerung Istanbuls und die damit verbundenen, immer weiter nach außen wachsenden Siedlungsflächen führen dazu, dass das vorhandene Bussystem zusehends an seine Grenzen hinsichtlich Kapazität und aufzuwendender Reisezeiten stößt. Die Stadt hatte bis zur Eröffnung der Linie M1 kein effizientes Schnellverkehrssystem mehr. Das früher bestehende Straßenbahnnetz wurde 1969 endgültig stillgelegt, so dass der Tünel (eine im Tunnel verlaufende Standseilbahn) das einzig verbliebene, elektrisch betriebene öffentliche Verkehrsmittel war. Die Linie M1 war ein erster Schritt hin zu dem von Istanbul dringend benötigten modernen Schnellbahnsystem zur Beförderung großer Fahrgastzahlen.
Am 3. September 1989 wurde die M1 auf der 8,5 km langen Strecke von Aksaray nach Kocatepe eröffnet. Sie war somit die erste Schnellbahnlinie der Türkei und setzte den Beginn zum Aufbau moderner ÖPNV-Systeme in den türkischen Städten. Noch im Dezember des gleichen Jahres wurde die Strecke bis Esenler erweitert, wo 1994 der Busbahnhof Esenler eröffnet wurde. In den Jahren 1994, 1995 und 1999 folgten weitere Ausbaustufen, bis dann 2002 der heutige Endpunkt am Flughafen Istanbul-Atatürk erreicht wurde.
Die Linie M1 wurde zunächst nicht als 'Metro'-Linie, sondern als 'Hafif Metro' (deutsch 'Leicht-U-Bahn') bezeichnet, da in Istanbul zunächst ein Stadtbahnsystem wie z. B. in Köln oder Stuttgart geplant war.
Die M1 wurde allerdings von Anfang an auf der gesamten Strecke als vollwertige U-Bahn mit einem eigenen Gleiskörper ohne Berührungspunkte mit dem Straßen- oder anderem Schienenverkehr gebaut, so dass sie schließlich doch noch mit dem Begriff 'Metro' versehen wurde.
Die ursprüngliche Konzeption als 'Hafif Metro' ist noch daran zu erkennen, dass im Jahr 2007 eine tatsächliche 'Hafif-Metro' unter der Linienbezeichnung T4 zwischen Topkapı und Sultançiftliği den Betrieb aufnahm, mit der sich die M1 die teils typgleichen Züge teilt. Die Bezeichnungen mit den Buchstaben 'M' (Metro) bei der M1 und 'T' (Tramvay, deutsch Tram- oder Straßenbahn) bei der T4 vor den Liniennummern leiten sich somit nicht vom eingesetzten Fahrzeugmaterial, sondern vom unterschiedlichen Ausbauzustand der Strecken ab.
Die M1 wird auf den Netzplänen der Istanbul Ulasim mit der Kennfarbe Rot dargestellt.

## Fahrzeuge und Technik
Die Spurweite auf der M1 beträgt, ebenso wie auf allen anderen Istanbuler U-Bahn-Strecken, 1435 mm (Normalspur). Anders als herkömmliche U-Bahnen bezieht die M1 ihren Fahrstrom aus einer Oberleitung. Die Strecke wurde im Rahmen des ursprünglich geplanten Stadtbahnkonzepts derart ausgelegt, um die verwendeten Fahrzeuge auch auf den Linien T1 und T4 einsetzen zu können. Die Fahrzeuge wurden Mitte der 1980er Jahre von SGP in Graz gebaut. Ein Zug besteht aus drei gekuppelten Doppelwagen.

## Verlauf

### Gemeinsamer Verlauf der Linien M1ᴀ und M1ʙ von Yenikapı bis Otogar

Stationsplan der Metrolinie M1

Die Linie M1 beginnt am unterirdisch angelegten Bahnhof Yenikapı und verläuft unterirdisch bis Aksaray am westlichen Rand der historischen Altstadt. Dort befindet sich in fußläufiger Entfernung eine Umsteigemöglichkeit zur Trambahnlinie T1. Bis zur Station Topkapı-Ulutbatlı, an der eine Umsteigemöglichkeit zur Station Vatan der Stadtbahnlinie T4 besteht, verläuft die Strecke unterhalb des Adnan-Menderes-Boulevards in nordwestlicher Richtung. An der Station Kocatepe knickt der Streckenverlauf nach Südwesten ab. Am Bahnhof Otogar verzweigt sich die M1 in jeweils einen Ast nach Süden (M1ᴀ) und Westen (M1ʙ).

### Weiterer Verlauf der Linie M1ᴀ
Der Südast führt dann weiter zum Messezentrum und zum Atatürk-Flughafen. Er passiert hierbei den Umsteigebahnhof Zeytinburnu, der einen weiteren Übergang zur Straßenbahnlinie T1 ermöglicht. Die Stationen Bahçelievler und Havalimani (= Flughafen) im weiteren Verlauf wurden unterirdisch angelegt.

### Weiterer Verlauf der Linie M1ʙ
Der Westast verläuft zunächst bis Esenler oberirdisch und mündet dann vor der Station Menderes in einen Tunnel. Der weitere Verlauf bis zur Endstation in Kirazlı, wo eine Umsteigemöglichkeit zur Metrolinie M3 besteht, ist komplett unterirdisch. In Bağcilar kann zur Straßenbahnlinie T1 umgestiegen werden.

## Bedeutung
Die M1 bildet für den Verkehr in Istanbul eine wichtige Verbindungslinie. Auf ihrem Linienweg befinden sich nicht nur einige Umsteigestationen (u. a. in Merter, Bahçelievler und Ataköy) zum Metrobüs, der den europäischen mit dem asiatischen Teil Istanbuls verbindet, sondern auch der Fernbusbahnhof Esenler. In der Türkei sind Busbahnhöfe für den öffentlichen Verkehr von zentraler Bedeutung, da der größte Teil des Binnenreiseverkehrs mit Reisebussen abgewickelt wird. Außerdem wird mit der M1 eine Schnellverkehrsverbindung vom internationalen Flughafen Istanbul-Atatürk ins Stadtzentrum und zu weiteren Schienenschnellverbindungslinien der U-, Stadt- und S-Bahn hergestellt.
Bereits vor der Erweiterung der M1ʙ wurde die Linie M1 von 220.000 Fahrgästen am Tag genutzt. Nach dem Lückenschluss im Westen bis Kirazlı und der Verlängerung von Aksaray bis Yenikapı – mit Anschluss zur S-Bahn und zur M2 ist im September 2014 erstmals ein geschlossenes Schnellbahnnetz in Istanbul entstanden.